# Guardia civica romana
La Guardia civica romana o guardia nazionale della Repubblica romana è stato un corpo civile-militare dello Stato pontificio e della Repubblica romana mazziniana nel Risorgimento.

## Storia
Venne istituita da Papa Pio IX nel luglio 1847 come corpo paramilitare d sicurezza dipendente dalle varie città dello Stato pontificio sul modello della guardia nazionale francese. Il regolamento, pubblicato il 30 luglio, era firmato dal cardinale Gabriele Ferretti, cugino del papa e, all'epoca, segretario di Stato
Nel febbraio del 1849 l'Assemblea costituente della Repubblica romana deliberò il cambiamento del nome da Guardia civica a Guardia nazionale.
Il Corpo, o meglio, i Corpi erano composti da volontari di ispirazione liberale, possedevano specialità di fanteria, artiglieria e cavalleria e in guerra sottostavano ad un comando generale unificato.
La guardia civica partecipò alla difesa della Repubblica romana ed in seguito sarà soppressa o ridotta di importanza dopo il ritorno del papa a Roma.